# Maiorerus randoi
Maiorerus randoi es una especie de opilión de la familia Phalangodidae, la única especie del género Maiorerus.

## Distribución geográfica
Es endémica de Fuerteventura, en las islas Canarias (España).